# Steyermarkochloa angustifolia
Steyermarkochloa angustifolia là một loài thực vật có hoa trong họ Hòa thảo. Loài này được (Spreng.) Judz. miêu tả khoa học đầu tiên năm 1990.